# Episodi di Falcon Crest (quinta stagione)
La quinta stagione della serie televisiva Falcon Crest, composta da 29 episodi, è stata trasmessa negli Stati Uniti per la prima volta dalla CBS il 4 ottobre 1985 e si è conclusa il 23 maggio 1986, posizionandosi al 25º posto nei rating Nielsen di fine anno con il 18,1% di penetrazione e con una media superiore ai 15 milioni di spettatori.
In Italia, questa stagione è andata in onda su Rete 4.
Il cast regolare di questa stagione è formato da: Jane Wyman (Angela Channing), Robert Foxworth (Chase Gioberti), Susan Sullivan (Maggie Gioberti), Simon MacCorkindale (Greg Reardon), Lorenzo Lamas (Lance Cumson), David Selby (Richard Channing), Ana Alicia (Melissa Agretti Cumson), William R. Moses (Cole Gioberti), Margaret Ladd (Emma Channing), Laura Johnson (Terry Ranson), Ken Olin (Padre Christopher).
| nº | Titolo originale      | Titolo italiano            | Prima TV USA     | Prima TV Italia |
| -- | --------------------- | -------------------------- | ---------------- | --------------- |
| 1  | The Phoenix           | La Fenice                  | 4 ottobre 1985   |                 |
| 2  | Unfinished Business   | Affari in sospeso          | 11 ottobre 1985  |                 |
| 3  | Blood Brothers        | Fratelli di sangue         | 18 ottobre 1985  |                 |
| 4  | Echoes                | Echi                       | 25 ottobre 1985  |                 |
| 5  | Ingress and Eagress   | Ritorno di fiamma          | 1º novembre 1985 |                 |
| 6  | Sharps and Flats      | Alti e bassi               | 8 novembre 1985  |                 |
| 7  | Changing Partners     | Lo scambio                 | 15 novembre 1985 |                 |
| 8  | Storm Warning         | Aria di tempesta           | 22 novembre 1985 |                 |
| 9  | The Naked Truth       | La cruda verità            | 29 novembre 1985 |                 |
| 10 | Inconceivable Affairs | Profumo di fiori d'arancio | 6 dicembre 1985  |                 |
| 11 | Strange Bedfellows    | Amori perduti              | 13 dicembre 1985 |                 |
| 12 | False Hope            | Falsa speranza             | 20 dicembre 1985 |                 |
| 13 | Fair Game             | Ad armi pari               | 3 gennaio 1986   |                 |
| 14 | Conundrum             | Fuga per la vendetta       | 10 gennaio 1986  |                 |
| 15 | Checkmate             |                            | 17 gennaio 1986  |                 |
| 16 | Collision Course      | Rotta di collisione        | 24 gennaio 1986  |                 |
| 17 | Shattered Dreams      | Sogni svaniti              | 31 gennaio 1986  |                 |
| 18 | Gambit Exposed        | La ruota della fortuna     | 7 febbraio 1986  |                 |
| 19 | Finders and Losers    |                            | 14 febbraio 1986 |                 |
| 20 | Flesh and Blood       |                            | 21 febbraio 1986 |                 |
| 21 | Law and Ardor         |                            | 28 febbraio 1986 |                 |
| 22 | Hidden Meanings       |                            | 7 marzo 1986     |                 |
| 23 | In Absentia           |                            | 14 marzo 1986    |                 |
| 24 | Unholy Alliance       |                            | 4 aprile 1986    |                 |
| 25 | Dangerous Ground      |                            | 11 aprile 1986   |                 |
| 26 | Cease and Desist      |                            | 2 maggio 1986    |                 |
| 27 | Consumed              |                            | 9 maggio 1986    |                 |
| 28 | Captive Hearts        |                            | 16 maggio 1986   |                 |
| 29 | Cataclysm             |                            | 23 maggio 1986   |                 |